# 1. česká futsalová liga 1993
Soutěžní ročník 1. české futsalové ligy 1993 byl historicky 1. ročníkem nejvyšší české futsalové ligy, v němž se utkalo 12 týmů jarním jednokolovým systém.
Zakládajícími členy soutěže se staly týmy – Ajax Novesta Zlín, Trosky Bezruč Ostrava, GKS MOND Třinec, SKMF ETA Hlinsko, Combix Ústí nad Labem, FC Defect Praha, Plumbum Hradec Králové, TK Rumpál Prachatice, Motor Březové hory Příbram, Ebárna Boys Kladno, Ajax Cheb a FC Fonka Prachatice.
Sestupujícími se staly týmy Motor Březové hory Příbram, Ebárna Boys Kladno, Ajax Cheb a odstoupivší FC Fonka Prachatice. Historicky prvním vítězem soutěže se stal tým Ajax Novesta Zlín.

## Kluby podle krajů
- Praha (1): FC Defect Praha
- Středočeský (2): Ebárna Boys Kladno, Motor Březové hory Příbram
- Jihočeský (2): FC Fonka Prachatice, TK Rumpál Prachatice
- Karlovarský (1): Ajax Cheb
- Ústecký (1): Combix Ústí nad Labem
- Královéhradecký (1): Plumbum Hradec Králové
- Pardubický (1): SKMF ETA Hlinsko
- Zlínský (1): Ajax Novesta Zlín
- Moravskoslezský (2): Trosky Bezruč Ostrava, GKS MOND Třinec

## Konečná tabulka
Zdroj: 
| Poř. | Tým                        | Z  | V  | R | P  | VG | OG | B  |
| ---- | -------------------------- | -- | -- | - | -- | -- | -- | -- |
| 1.   | Ajax Novesta Zlín          | 11 | 9  | 2 | 0  | 64 | 19 | 20 |
| 2.   | Trosky Bezruč Ostrava      | 11 | 10 | 0 | 1  | 50 | 26 | 20 |
| 3.   | GKS MOND Třinec            | 11 | 7  | 3 | 1  | 43 | 21 | 17 |
| 4.   | SKMF ETA Hlinsko           | 11 | 7  | 1 | 3  | 35 | 27 | 15 |
| 5.   | Combix Ústí nad Labem      | 11 | 7  | 1 | 3  | 52 | 31 | 15 |
| 6.   | FC Defect Praha            | 11 | 5  | 1 | 5  | 48 | 37 | 11 |
| 7.   | Plumbum Hradec Králové     | 11 | 4  | 2 | 5  | 33 | 29 | 10 |
| 8.   | TK Rumpál Prachatice       | 11 | 4  | 1 | 6  | 45 | 58 | 9  |
| 9.   | Motor Březové hory Příbram | 11 | 4  | 0 | 7  | 41 | 46 | 8  |
| 10.  | Ebárna Boys Kladno         | 11 | 2  | 1 | 8  | 23 | 45 | 5  |
| 11.  | Ajax Cheb                  | 11 | 1  | 0 | 10 | 15 | 54 | 2  |
| 12.  | FC Fonka Prachatice        | 11 | 0  | 0 | 11 | 0  | 55 | 0  |

Poznámky
- Mužstvo Fonka Prachatice se odhlásilo v průběhu soutěže, jeho výsledky byly kontumovány ve prospěch soupeře.
- Z = Odehrané zápasy; V = Vítězství; R = Remízy; P = Prohry; VG = Vstřelené góly; OG = Obdržené góly; B = Body

|  | Vítěz ligy                          |
|  | Sestup do příslušné skupiny 2. ligy |

## Vítěz
| 1. celostátní liga 1993 Ajax Novesta Zlín (1. titul) |